# Constitución del Ducado de Varsovia

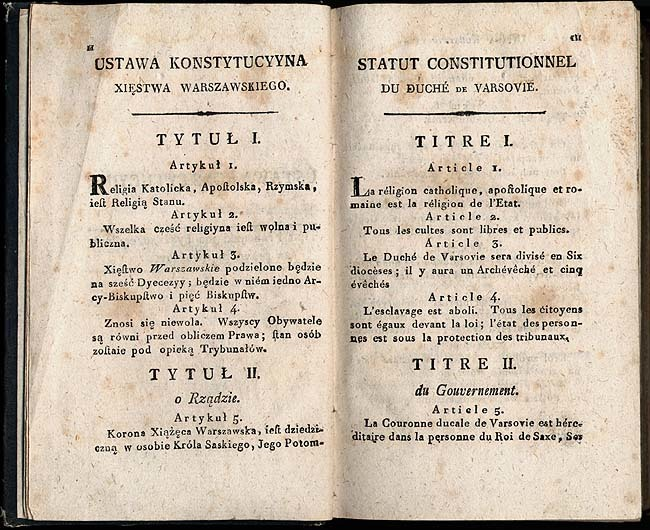
Konstytucja Księstwa Warszawskiego

La Constitución del Ducado de Varsovia (en polaco: Konstytucja Księstwa Warszawskiego) fue promulgada por Napoleón Bonaparte el 22 de julio de 1807 en Dresde.  Junto con el Código Napoleónico fue una reforma significativa de la ley y el gobierno polacos en el nuevo Ducado de Varsovia. La Constitución preveía un sistema bicameral (Sejm) y un Consejo de Ministros. Las nuevas leyes abolidas de la servidumbre y las distinciones legales por clase social (nobleza, campesinado, pueblo) introdujeron el principio de que todas las personas eran iguales ante la ley. Fue considerada una constitución liberal para su época. La libertad individual estaba garantizada.
El Ducado de Varsovia fue un estado satélite de Francia, sin política exterior propia. El rey Federico Augusto I de Sajonia se convirtió en Duque de Varsovia, y tenía control sobre la diplomacia; un representante francés residiría en Varsovia y tendría una influencia significativa sobre el gobierno del ducado. El ejército del Ducado de Varsovia estaba subordinado al Ejército Francés.
La concesión de la constitución por Napoleón fue plasmada en pintura por Marcello Bacciarelli, pero la escena que se muestra en la pintura probablemente sea ficticia.